# Pin flexible
Pinus flexilis
Espèce
Classification phylogénétique
Statut de conservation UICN

 LC  : Préoccupation mineure
Le Pin flexible  (Pinus flexilis) est un arbre appartenant au genre Pinus et à la famille des Pinaceae.
C'est une espèce originaire d'Amérique du Nord.

## Description

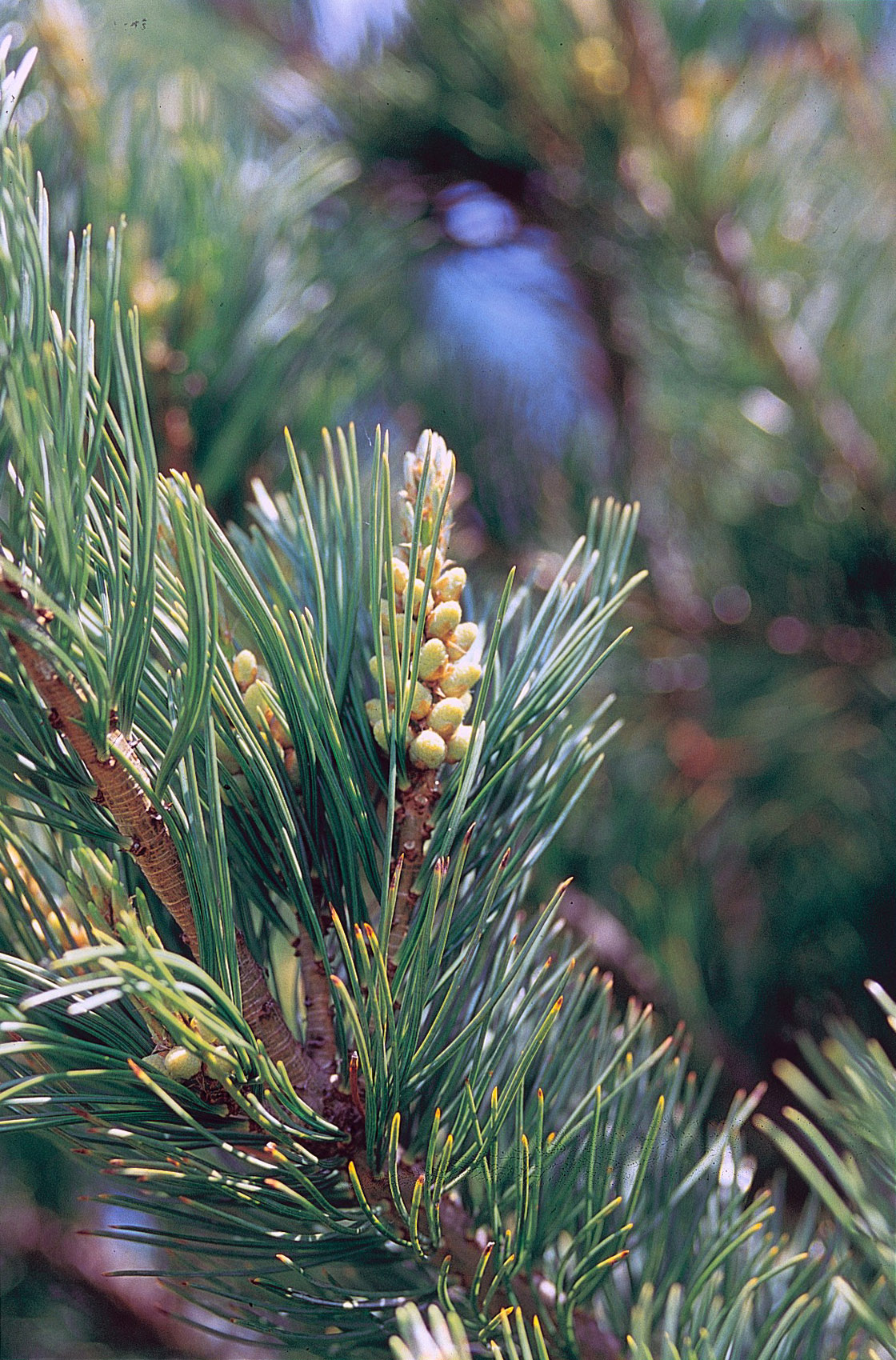
Aiguilles et cônes mâles de pin flexible.

## Capacité à fixer l'azote de l'air
Jusqu'en 2012 toutes les symbioses et endosymbioses permettant à des plantes de fixer de l'azote atmosphérique avec l'aide de bactéries produisant de la nitrogénase avaient été trouvées chez des herbacées, dont des graminées, tropicales notamment.
En 2016, une étude démontre que le Pin flexible abrite dans ses aiguilles des colonies bactériennes diazotrophiques, c'est-à-dire fixatrices d'azote.

## Distribution

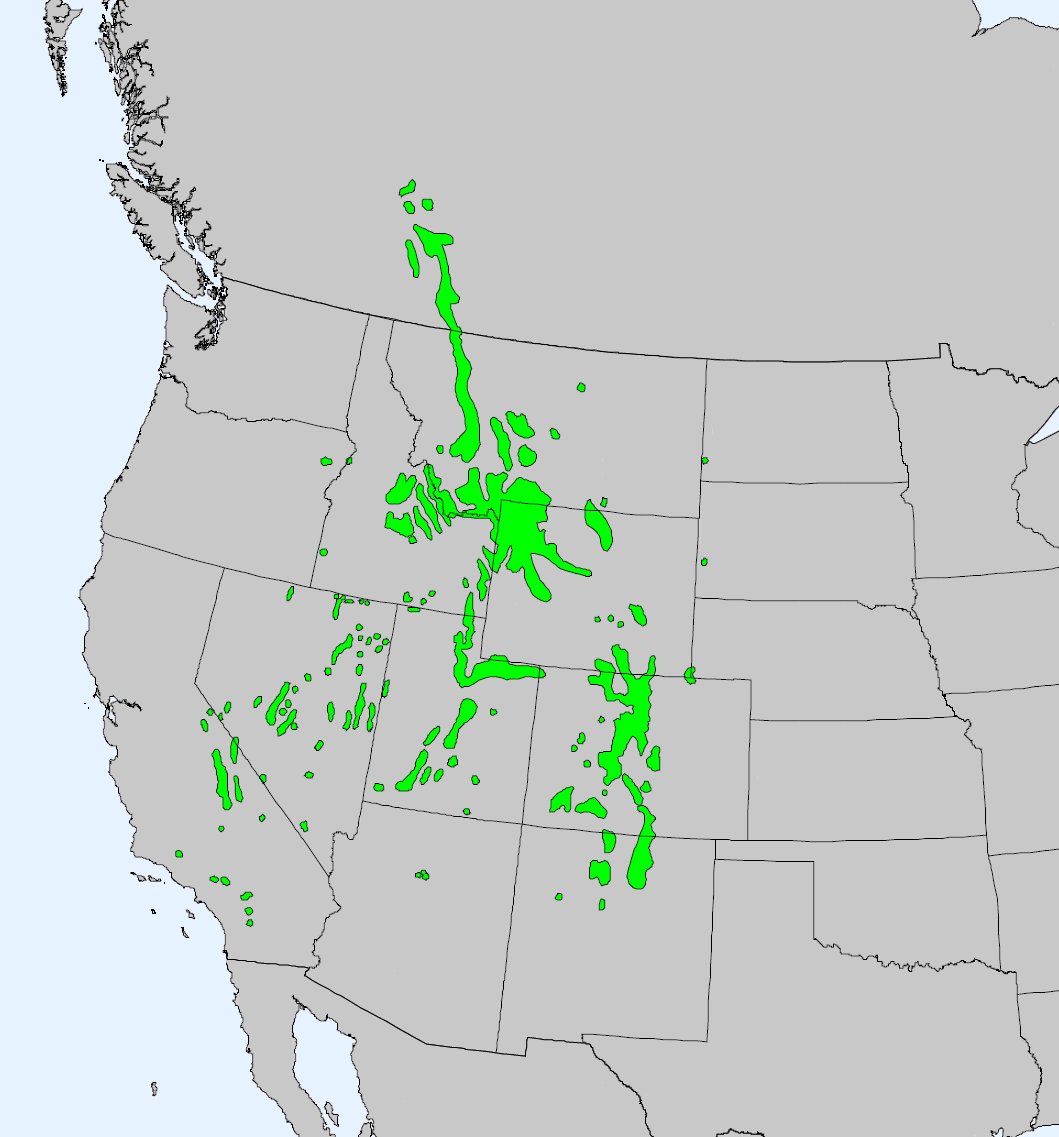
Distribution naturelle de Pinus flexilis.